# 900 до н. е.

## Події
- Початок правління Нубу-шум-укіна І у Вавилоні (до 885 до н. е., дата приблизна). Вів війну з царем Ассирії Ададнерарі ІІ за прикордонні з Ассирією області Вавилонії і зазнав поразки, внаслідок чого кордон Ассирії досяг міст Дур-Курігальзу і Сіппар.
- Бааша, цар Ізраїлю (до 877 р. до н. е.), прийшов до влади внаслідок успішної змови проти царя Удава.
- Гезіон, цар Сирії (до 873 р. до н. е.)

## Померли
- Шамаш-мудаммік, цар Вавилону.
- Ґун-ван, цар династії Чжоу (Китай).
- Надав, цар Ізраїлю (убитий)